# Сјењава
Сјењава (пољ. Sieniawa) град је у Пољској у Војводству поткарпатском. По подацима из 2012. године број становника у месту је био 2198.

## Становништво
| 2012. |
| ----- |
| 2.198 |